# 森民夫
森 民夫（もり たみお、1949年〈昭和24年〉4月9日 - ）は、日本の政治家、建設官僚。新潟県長岡市長（5期）、全国市長会会長（第28代）などを歴任した。

## 概要
新潟県長岡市生まれ。長岡市立四郎丸小学校、長岡市立南中学校、新潟県立長岡高等学校を経て、1972年、東京大学工学部建築学科を卒業。民間の設計事務所である市浦都市開発建築コンサルタンツ（現：市浦ハウジング&プランニング）に就職。
退職したのち、1975年に建設省に入省し、住宅局建設指導課に配属される。1987年茨城県土木部住宅課長、1990年建設省住宅局建設指導課建設専門官、1992年建設省住宅局住宅整備課地域住宅計画官を歴任した。建設省では東京ドーム建設計画に関わり、また1995年、兵庫県南部地震（阪神・淡路大震災）では建築物危険度判定支援本部長を務めた。1995年からは2年間、中華人民共和国建設部に、国際協力事業団住宅新技術開発プロジェクト団長として、住宅の建築技術の指導のために派遣されている。1997年に建設省を退官し、1998年に故郷の長岡市に戻り有限会社ヒューマンネット長岡を設立。

### 長岡市長
1999年10月20日、長岡市長の日浦晴三郎が健康上の理由により辞職。同年11月21日に行われた市長選挙に無所属で立候補。日浦の後継候補である大原久治を699票の僅差で破り、初当選を果たした。出馬に際しては主な政党の支援は受けず、長岡高校のかつての同級生やボランティアによる草の根運動的な選挙戦を展開した。そのため長岡市議会は事実上のオール野党体制であり、森は当初は各会派に対し、等しく距離を置く姿勢を取っていた。
1期目は、日浦前市長時代のバブル景気に乗ったスペースネオトピア事業等の失敗により、悪化した長岡市の財政再建に奔走。2003年の長岡市長選挙では無投票で再選された。長岡市長が無投票で再選されるのは、戦後初の出来事であった。
2期目の途中、2004年6月に平山征夫新潟県知事が、10月の県知事選への不出馬を表明。このため森が保守陣営の有力候補の1人に目され、本人も知事選出馬に意欲を示していたが、新潟県内の首長や県議、財界人で構成された「新しい新潟県知事を考える有志の会」（座長・小川竹二豊栄市長）が特定候補の推薦を見送り、自由民主党や公明党は、民主党の渡辺秀央参議院議員が推した経産官僚の泉田裕彦の推薦を決定。なおかつ長岡市は市町村合併を間近に控えていたため、森は8月23日に知事選不出馬を表明し、その後2005年4月、2006年1月の2回にわたり、周辺9市町村が長岡市に合併した。
知事選直後の2004年10月23日、新潟県中越地震が発生。就任したばかりの泉田裕彦知事らが対応に追われる中、森が建設省の官僚だったころに阪神・淡路大震災の復興に深く関与した経験が役立つ結果になった。市長2期目はほぼ、震災からの復興に追われて任期が終わった。
2006年12月、地元後援会「志民の会」を結成し、長岡市選出の保守系県議会議員や財界人が多数参加した。2007年11月、長岡市長選挙で日本共産党推薦の宍戸末雄をトリプルスコアで破り、3選を果たす。しかし、市民の間で反対の声が根強い長岡市役所の長岡駅前への移転に反対する宍戸も2万票を上回る票を獲得した。長岡市長選挙で、共産党単独推薦の候補が2万票以上の票を獲得したのは初めてであった。ただし、移設については市長選が行われる以前に、長岡市議会で可決されている。
2008年1月、元三重県知事の北川正恭が発起人代表を務める「地域・生活者起点で日本を洗濯（選択）する国民連合（通称「せんたく」）」に参加し、発起人に名を連ねる。知事が多い発起人の中で唯一の市長であった。2008年3月、同会の設立総会で市町村長の世話人・幹事に就任した。
2009年、全国市長会会長（第28代）に就任。就任にあたり、挨拶で河井継之助や小林虎三郎ら、郷土の長岡が輩出した先人の取り組みを紹介しながら、地方分権の推進に全力を尽くしていく所信を述べた。
2011年11月に4選。2015年11月に5選。

### 2016年新潟県知事選挙
2016年8月4日、知事選出馬で調整。8月5日、東京電力柏崎刈羽原子力発電所の再稼働に前向きな一部の県議から支援を受けると報道された。8月6日、首長有志が森に知事選出馬要請。これを受けて森は出馬を決意し、選挙戦の準備に入り、8月10日に新潟県知事選出馬を正式表明。
2016年9月6日に長岡市長を辞職した。2009年から務めていた全国市長会会長も辞任し、松浦正人（山口県防府市長）に会長代理を委ねた。
同年10月16日新潟県知事選挙の投開票が行われ、野党統一候補の米山隆一に敗れた。
2021年4月21日、次期衆院選に新潟5区から無所属で立候補する意向を固めたことが報道により明らかとなった。
同年10月31日、第49回衆議院議員総選挙の投開票が行われ、5年前の知事選と同じく米山に敗れ落選した。
2022年11月3日、秋の叙勲において、旭日中綬章を受章した。

## 著書
- 共著『地方に住んで東京に通う コロナ時代の新しい暮らし』ISBN 978-4-908117-75-6 悟空出版 (2020年8月13日)